# Прозоров, Станислав Михайлович
Станисла́в Миха́йлович Про́зоров (21 января 1938, Воронеж, СССР) — советский и российский историк-арабист и исламовед, специалист по историографии и источниковедению раннего и средневекового ислама, истории «классического» ислама, истории и идеологии шиитского ислама, исламу как религиозной системе, идейным течениям и расхождениям в исламе, исламской догматике, арабо-мусульманским рукописям, исламу в России. Кандидат исторических наук (1971). Автор энциклопедического словаря «Ислам на территории бывшей Российской империи», один из авторов и научных редакторов словарей «Ислам: энциклопедический словарь» и «Ислам: Словарь атеиста».

## Биография
В 1961 году окончил Восточный факультет ЛГУ имени А. А. Жданова по специальности «история арабских стран».
В 1961–1964 годах — научный сотрудник Отдела письменности Востока и Институт истории АН Таджикской ССР в г. Душанбе (Таджикистан) и преподаватель «Истории арабских стран» на Историко-филологическом факультете ТаджГУ.
В 1967 году окончил аспирантуру при Ленинградском отделении Института востоковедения АН СССР.
С 1967 года — научный сотрудник, с 1987 года — ведущий научный сотрудник Ленинградского отделения Института востоковедения АН СССР Санкт-Петербургского филиала Института востоковедения РАН. С 1980 года — руководитель межсекторальной Группы исламоведения Ленинградского отделения (ныне Санкт-Петербургского филиала) ИВ РАН, руководитель исламоведческого семинара. С 2005 года — заместитель директора по науке. С 2010 года — и. о. заведующего Отделом Ближнего и Среднего Востока и заместитель председателя Ученого совета СПбФ ИВ РАН, куратор официального институтского сайта.
В февраль 1971 года под научным руководством кандидата филологических наук П. А. Грязневича защитил диссертацию на соискание учёной степени кандидата исторических наук по теме «Шиитские секты» (Исследование, перевод, комментарии).
С 2004 года — член редакционной коллегии академического журнала Письменные памятники Востока

## Научная и преподавательская деятельность
В 2005 году выступил с отчётом в качестве руководителя международного научного проекта — энциклопедический словарь «Ислам на территории бывшей Российской империи». Было подготовлено четыре богато иллюстрированных эциклопеческих словарных издания, в которых в общей сложности опубликовано 340 статей более 60-ти авторов из 10-ти стран. Общий объём составил 90 печатных листов.
Участник международных конференций и симпозиумов по исламу, Всесоюзных координационных совещаний по проблемам современного ислама, Всесоюзных конференций арабистов, Бартольдовских чтений и др.
Преподаёт «Ислам и арабо-мусульманская культура» на факультете истории мировой культуры Государственной академии культуры, «Введение в исламоведение», «Ислам как религиозная система» на Восточном факультете СПбГУ, в Религиозно-философском институте, в Русской христианской гуманитарной академии и на кафедре религиоведения Российского государственного педагогического университета им. А. И. Герцена).

## Награды и звания
- Золотая памятная медаль Ташкентского исламского университета за большой вклад в изучение ислама (апрель 2011 г.)
- Международная премия «Книга года» за монографию «Ислам как идеологическая система» (2006 г.)

## Научные труды

### Монографии
- Ан-Наубахти, ал-Хасан ибн Муса. Шиитские секты. Перевод с арабского, исследование и комментарий С. М. Прозорова. ППВ, XLIII. — М., 1973.
- Прозоров С. М. Арабская историческая литература в Ираке, Иране и Средней Азии (VII — середине X в.). — М.: ГРВЛ, 1980.
- Ислам: Словарь атеиста / Авксентьев А. В., Акимушкин О. Ф.[кирг.], Акиниязов Г. Б. и др.; Под общ. ред. М. Б. Пиотровского, С. М. Прозорова . — М.: Политиздат, 1988. — 254 с. — ISBN 5-250-00125-4.
- Ислам: энциклопедический словарь / Отв. ред. С. М. Прозоров. — М. : Наука, ГРВЛ, 1991. — 315 с. — 50 000 экз. — ISBN 5-02-016941-2.
- Прозоров С. М. Ислам. Историографические очерки. — М., 1991.
- Прозоров С. М. Хрестоматия по исламу. — М., 1994.
- Прозоров С. М. Ислам на территории бывшей Российской империи. Энциклопедический словарь. Выпуски 1-4. — М., 1998—2003.

### Статьи
- Прозоров С. М. К вопросу о «правоверии» в исламе: понятие ахл ас-сунна (сунниты) // Проблемы арабской культуры. М., 1987, 213—218.
- «Основы вероучения» Абу Хамида ал-Газали. Комментированный перевод с арабского С. М. Прозорова // Письменные памятники Востока. — 2(5). — 2006. — С. 57-80.
- Прозоров С. М. Научное исламоведение в России (1980—2005) // Иран сегодня. — 1(6)/2006. — С. 20-24.
- Аллах или Бог? Дискуссия С. М. Прозорова и Тауфика Камеля Ибрагима // Минарет. — № 1 (008). — Март 2006, 8-15
- Прозоров С.М. Некоторые штрихи к портрету верховного судьи Багдада Абу Юсуфа (ум. в 798 г.) // ИВР РАН. Письменные памятники Востока. — СПб.: Наука, 2008. — № 1 (8). — С. 165—169.
- Прозоров С. М. Методологические подходы к переводу Корана на русский язык // Шигабутдин Марджани: наследие и современность. Материалы международной научной конференции. Казань: Институт истории АН Татарстана, 2008. — С. 73-76.
- Прозоров С. М. Научное исламоведение в контексте исламского образования в России // Письменные памятники Востока. — 1(14). — 2011. — С. 270—278.
- Прозоров С. М. Заметки об исламе // Исламоведение. — № 1(7). Махачкала: Издательство ДГУ, 2011. — С. 73―83.
- Прозоров С. М. Мистическая любовь к Богу (ал-махабба) как доминирующая идея суфийского Пути // 1-й Казанский международный научный форум «Ислам в мультикультурном мире» 1-3 ноября 2011 г. (г. Казань, Республика Татарстан). — М.: Изд-во Казанского ун-та, 2012. — С. 247—249.
- Прозоров С. М. Научное исламоведение в современной России: проблемы и перспективы // 1-й Казанский международный научный форум «Ислам в мультикультурном мире» 1-3 ноября 2011 г. (г. Казань, Республика Татарстан). — М.: Изд-во Казанского ун-та, 2012. — С. 151—155.
- Мухаммад б. ‘Абд ал-Карим аш-Шахрастани. Книга о религиях и религиозно-философских учениях / Предисловие, перевод с арабского и комментарий С. М. Прозорова // Ишрак. : ежегодник исламской философии: 2012. — № 3. — С. 573—600.
- Прозоров С. М. Изучение ислама — государственная необходимость // Интервью для периодического издания «Татарский мир» (Москва, № 15 за сентябрь 2003)